# Serge Andolenko
Serge Andolenko (26 juin 1907 - 27 août 1973) est un militaire français d'origine russe qui fut général de brigade de l'armée de terre française et un historien militaire.

## Introduction
Né à Volotchysk en 1907 dans le  territoire ukrainien de l'Empire russe, en Volhynie, fils unique, il est issu d'une famille aristocratique de vieille tradition militaire (noblesse cosaque par son père et lignée de la famille russe Chéïne par sa mère Marie). Son père, Paul, magistrat et capitaine de dragons dans l'armée impériale, après avoir combattu l'armée allemande de 1914 à 1917 et être resté en Russie après la Révolution, encadre, comme de nombreux anciens officiers tsaristes, la nouvelle Armée rouge lors de la guerre russo-polonaise de 1920-1922 . Il décédera en 1931 lors des premières purges de Staline - contre les officiers - déporté pour "origines nobles". Son fils ne connaîtra son destin que 35 ans plus tard. À la Révolution, le jeune Serge (il a 12 ans) et sa mère auront été contraints de s'exiler en France, après être passés par Istanbul et Mayence où il aura fait ses études secondaires (Robert - Collège d'Istanbul, Lycée Français de Mayence avant le Lycée Condorcet à Paris) .
A Paris, le jeune Andolenko fréquente les officiers exilés du régiment de la Garde impériale russe Preobrajensky et est admis dans leur cercle avec droit au port de l'insigne de cette unité d'élite.

## Carrière militaire
Admis à l'école spéciale militaire de Saint-Cyr en 1924 (promotion du Rif), il y étudie avec le prince Dimitri Amilakvari. Il est affecté à la Légion étrangère à la fin de sa scolarité. En 1926, à 19 ans, il est nommé sous-lieutenant à titre étranger au 1er régiment étranger à Sidi-bel-Abbès (Algérie). Il fait les campagnes du Maroc et du Levant et est naturalisé français en mai 1928. Il servira tour à tour aux 1er, 3e, 4e, 5e et 6e régiment étranger, ainsi qu'à l'inspection de la Légion étrangère (1959-1960).
Au cours de la Seconde Guerre mondiale, il est chef du 2e Bureau (bureau renseignement) de la 3e division d'infanterie algérienne sous les ordres du général de Monsabert. À cette occasion, pendant la campagne d'Italie, il assure la liaison entre la 3e DIA et la 4e DMM lors de la bataille du Garigliano, il entre dans Rome et dans Sienne . Après le débarquement en Provence, il reçoit, à la libération de la ville de Marseille, la reddition du général allemand Hermann Schaefer, commandant la place. Il assure la liaison et la coordination de différentes unités entre elles (3°DIA / Résistance / Unités américaines / Libération de Grenoble / Libération de Strasbourg). Ainsi, il s'empare à Strasbourg des deux drapeaux officiels de la Kommandantur, qui orneront pendant de longues années la chapelle des Invalides avec d'autres trophées.
Il termine le conflit avec la 3e DIA à Stuttgart.
Après la fin de la guerre, il commande le 5e bataillon d'infanterie en Allemagne.
Il commande le 5e régiment étranger d'infanterie lors de la guerre d'Algérie.
Après ce commandement, il est désigné comme inspecteur-adjoint de la Légion étrangère puis intègre le centre des hautes études militaires.
Il est nommé attaché militaire à Vienne (1961-1963) et promu général de brigade. Il est admis dans la 2e section des officiers généraux en 1963.
Historien passionné, on lui doit de nombreux ouvrages sur l’armée française et sur l'armée impériale de Russie. On retiendra La filiation des bataillons de Légion étrangère en 1935, Les drapeaux de la grande guerre, 1945 - Aperçus sur la guerre de 1914-1918 sur le front russe, 1945 - Historique du 5e régiment d’infanterie, 1947 - Histoire de l’armée russe, 1952 - Recueil d’historiques de l’armé blindée et de la cavalerie, 1968 - Aigles de Napoléon contre Drapeau du Tsar, 1969. Il crée une salle de l'armée russe (Première Guerre Mondiale) au musée des Invalides .
Titulaire de dix citations dont cinq à l’ordre de l’armée, il est commandeur de la Légion d’honneur, de l'ordre national du Mérite, du Nicham Iftikar, du Ouissam Alaouite et de l'ordre pour le Mérite autrichien . Par ailleurs, il est décoré de la Bronze star Medal des États-Unis et de nombreuses médailles commémoratives. Il est décédé le 27 août 1973, à Miglos dans l'Ariège.

## Distinctions
- Commandeur de la Légion d'honneur[1]
- Commandeur de l'ordre national du Mérite
- Croix de guerre 1939–1945 (5 citations)
- Croix de guerre des TOE (1 citation)
- Croix de la Valeur Militaire (4 citations)
- Palmes académiques
- Commandeur de l'ordre du Nichan Iftikhar (Tunisie)
- Commandeur du Ouissam Alaouite (Maroc)
- Commandeur de l'ordre pour le Mérite (Autriche)
- Bronze Star Medal (USA)
- Chevalier de l'Ordre Royal de Saint Louis

Il totalise dix citations dont cinq à l'ordre de l'armée.

## Publications
Étudiant permanent, il rédigea de nombreux ouvrages, notamment sur l'histoire militaire, dont un certain nombre furent traduits dans plusieurs langues :
- La filiation des bataillons de Légion étrangère, 1935
- Visite aux salles d'honneur et au musée du Souvenir de la Légion, 1938
- Les drapeaux de la Grande Guerre, 1945
- Aperçus sur la guerre 1914-1918 sur le front russe, 1945
- Historique du 5e étranger d'infanterie, 1957
- Recueil d'historiques de l'infanterie française, 1949 (ré-édité en 1969)
- Histoire de l'armée russe, 1952 (ré-édité en 1967)
- Recueil d'historiques de l'arme blindée et de la cavalerie, 1968
- Aigles de Napoléon contre drapeaux du Tsar, 1969
- Histoire du Régiment Préobrajenski (édité en russe 2010)
- Généralissime Souvorov : père de la doctrine de guerre russe, 1729-1800  (préf. Dominic Lieven), Genève, Éditions des Syrtes, 2016, 324 p. (ISBN 978-2-940523-37-5, OCLC 951546373, BNF 45004004)
- La guerre de 1914-1918 sur le front russe  (préf. Dominic Lieven, postface Dimitri de Andolenko), Genève, Éditions des Syrtes, 2017, 270 p. (ISBN 978-2940523542)